# José González Torres

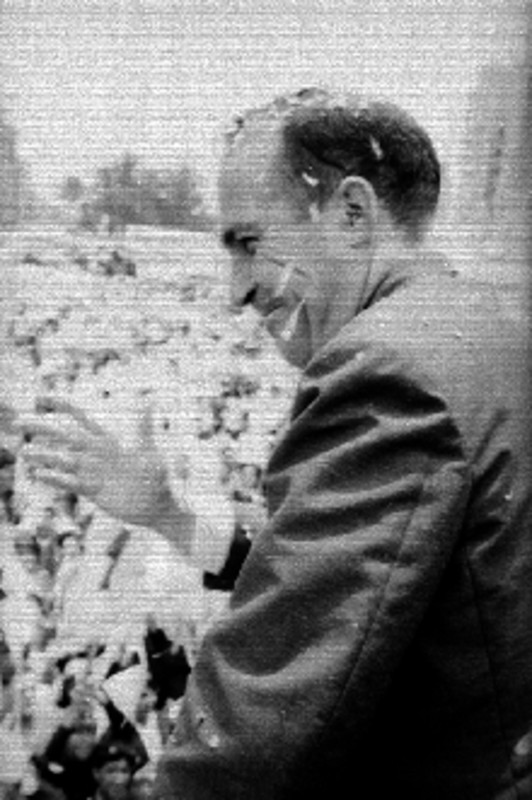
José González Torres

José González Torres (Cotija, 26 september 1919 – Cancún, 1 november 1998) was een Mexicaans politicus en jurist.
González studeerde recht aan de Nationale Autonome Universiteit van Mexico (UNAM) en doceerde recht aan de Vrije Rechtsschool. Hij sloot zich in 1955 aan bij de Nationale Actiepartij (PAN) en was voorzitter van die partij van 1958 tot 1962, waarin hij vergeefs protesteerde tegen de oppermachtige Institutioneel Revolutionaire Partij (PRI) die de PAN meerdere verkiezingsoverwinningen ontstal. In de presidentsverkiezingen van 1964 nam hij het op tegen Gustavo Díaz Ordaz van de PRI maar hij was van tevoren al kansloos en haalde 10,98% van de stemmen tegen 88,82% voor Díaz Ordaz. Van 1982 tot 1985 had hij voor de PAN zitting in de Kamer van Afgevaardigden.
Begin jaren 90 vormde hij samen met enkele andere PAN-leden waaronder Pablo Emilio Madero en Jesús González Schmal het Democratisch en Doctrinair Forum, dat zich erover beklaagde dat de PAN te veel van haar koers was afgeweken en een partij was geworden die zich alleen nog maar goed voorhad met de rijken. In 1992 stapte González Torres uit de PAN. Hij overleed zes jaar later aan een hartaanval.